# Bravestarr
Bravestarr var en amerikansk animerad rymdvästern-TV-serie från USA som visades där mellan 1987-1988. Serien producerades av Filmation och gjordes även till en serie leksaker av Mattel, spel och serietidningar.

## Innehåll
Serien utspelar sig på en avlägsen planet vid namn New Texas där den värdefulla mineralen Kerium har upptäckts. Serien följer sheriffen Bravestarr i hans kamp mot den brottslighet som uppstått.

### Svenskspråkiga röster
Seriens svenskspråkiga dubbning bearbetades av Mediahuset och följande medverkade:
- Hans Gustafsson - Bravestarr
- Ulf Källvik - Deputy Fuzz / Handlebar / Tex Hex / Hawgtie / Dingo Howler / Dingo Dan och Barker
- Ingemar Carlehed - Thirty Thirty / Iron-Arm / Outlaw Skuzz och Dingo Lama
- Peter Wanngren - Angus McBride i episoden: (Mer vild än tam) / Morabund och Shaman
- Robert Andersson - Wild Child
- Monica Forsberg - Judge J. B. McBride och Miss Jenny
- Roger Storm - Shaman / Angus McBride i episoden: (Big Thirty and Little-Wimble) / Borgmästaren och Jingles Morgan
- Ulf Johansson - Billy Druiden & Houndbot i episoden: (The Good, The Bad and the Clumsy)
- Övriga röster: Roger Storm, Ingemar Carlehed, Ulf Johansson, Ulf Källvik, Hans Gustafsson Peter Wanngren och Robert Andersson

## Serietidning
Bravestarr gjordes till ett flertal serietidningar men bara två nummer släpptes i Sverige under 1988 av Pandora Press.

## Datorspel
Ett datorspel gjordes av Bravestarr 1987 till Commodore 64, Amstrad CPC och ZX Spectrum. Utvecklingen gjordes av Probe Software med musik av David Whittaker och publicering av GO!.

### Fotnoter
1. ↑  Calle Hedrén (Bulls Press) (14 maj 2009). ”Det våras för sheriffen”. Nya Wermlands-Tidningen. Arkiverad från originalet den 13 augusti 2016. https://web.archive.org/web/20160813092350/http://nwt.se/kultur/tecknare_serier/2009/05/14/det-varas-for-sheriffen. Läst 31 juli 2016.